# Романова (урочище)
Романова — упразднённая в 1967 году деревня, ныне урочище в Свердловской области России. Находится на территории современного городского округа город Нижний Тагил.

## Географическое положение
Бывшая деревня Романова расположена на правом берегу реки Чусовая на 143 километре от села Слобода, в устье реки Романовка (левого притока реки Чусовая). Река Романовка впадает в Чусовую на противоположном берегу от урочища и до XIX века называлась Романов Лог. В окрестностях урочища расположен Романов камень.

## История
Первое упоминание о поселении относится к 1711 году. Первые дома были рубленые без единого гвоздя. В деревне была построена церковь Георгия Победоносца.
В 1912 году деревню запечатлел известный фотограф С. М. Прокудин-Горский.
В советское время работал колхоз, имелась своя школа. В 1967 году деревня была ликвидирована как «неперспективная».
В настоящее время от деревни ничего не осталось. Частично только сохранилось деревенское кладбище.

## Население
По переписи 1860 года в деревни числилось 20 дворов и 99 работных человек. В 1904 году в тех же 20 дворах в Романовой проживали 81 мужчина и 92 женщины. В 1926 году уже было 47 дворов, в которых проживало 115 мужчин и 119 женщин.